# SN Brussels Airlines

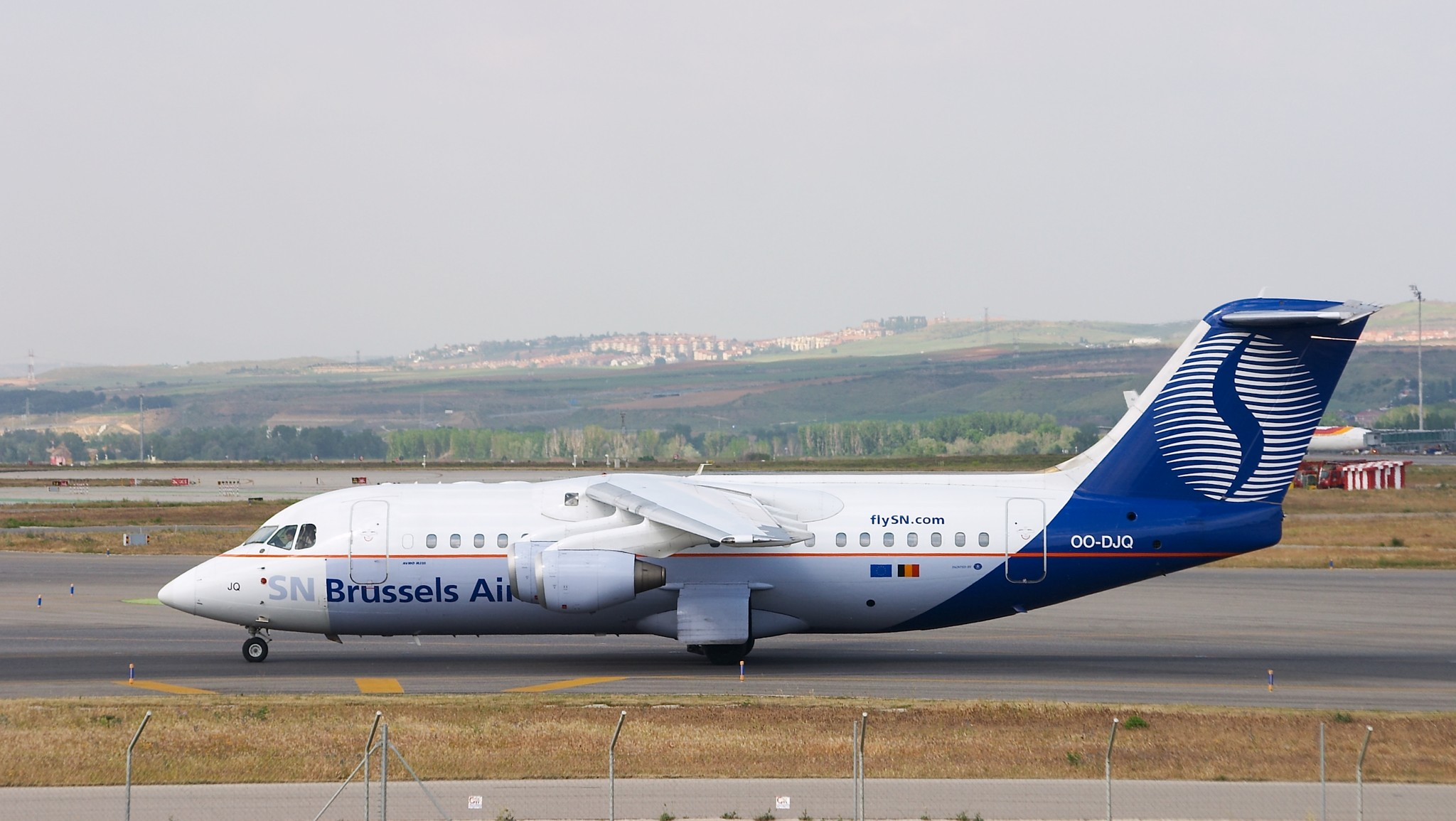
BAE Systems Avro 146-RJ85.

SN Brussels Airlines, grundat 2002, var ett belgiskt flygbolag som var efterföljare till Sabena.
12 april 2005 tog SN Brussels Airlines kontrollen över Virgin Express och den 7 november 2006 tillkännagavs att de två bolagen från och med mars 2007 kommer att ingå en fusion och bilda flygbolaget Brussels Airlines. Det nya namnet antogs 25 mars 2007.

## Flotta
- 14 Avro RJ85
- 12 BAe 146/Avro RJ100
- 6 BAe 146
- 3 Airbus A319
- 4 Airbus A330-300
- 10 Boeing 737-300
- 10 Boeing 737-400